# Nemzeti Bajnokság I 1901
La Nemzeti Bajnokság I 1901 fue el primer campeonato de fútbol que se celebró en Hungría, y solo participaron equipos de Budapest.
Una victoria sumaba dos puntos, un empate uno y una derrota cero puntos. El campeón fue el Budapesti TC. El máximo goleador fue Miltiades Manno del equipo campeón, con 17 tantos.

## Tabla de posiciones
| Pos. | Equipo          | PJ | PG | PE | PP | GF | GC | DG  | Pts |
| ---- | --------------- | -- | -- | -- | -- | -- | -- | --- | --- |
| 1    | Budapesti TC    | 8  | 8  | 0  | 0  | 37 | 5  | +32 | 16  |
| 2    | MÚE             | 8  | 5  | 0  | 3  | 17 | 20 | -3  | 10  |
| 3    | Ferencvárosi TC | 8  | 3  | 1  | 4  | 20 | 28 | -8  | 7   |
| 4    | MAFC            | 8  | 2  | 1  | 5  | 11 | 8  | +3  | 5   |
| 5    | Budapesti SC    | 8  | 1  | 0  | 7  | 7  | 31 | -24 | 2   |

PJ = Partidos jugados; PG = Partidos ganados; PE = Partidos empatados; PP = Partidos perdidos; GF = Goles a favor; GC = Goles en contra; DG = Diferencia de gol; Pts = Puntos
|  |                                                    |
|  | Campeón                                            |
|  |                                                    |
|  | Jugaron una promoción por no descender             |
|  | Descendió directamente a la II. Osztályú Bajnokság |